# Sus (Münze)

Sus, Bar-Kochba-Aufstand um 135 n. Chr.

Der Sus (pl. Susim; hebräisch זוז) war eine Währung im alten Israel. Vier Susim waren ein Schekel.
Ein Sus entspricht dem „gerechten Taglohn“, 200 Susim gemäß der Mischna dem „gerechten Brautpreis“ als Morgengabe bei einer freien jüdischen Frau, 100 Susim bei einer freien nichtjüdischen Frau oder bei einer jüdischen Sklavin, die der Mann bereits besitzt und 1 Sus bei einer kanaanitischen Sklavin. Der Preis ist in jedem Falle bei der Scheidung an die Frau auszuhändigen – ebenso der Freibrief bei einer Sklavin. Die Regelung mit den Susim hat – obwohl Teil der Halacha – allenfalls historische Bedeutung.
Historische Sus-Münzen entstanden während des Bar-Kochba-Aufstand (132–135 n. Chr.) durch Überprägung römischer Denar-Münzen.
„Zwei Susim“ erscheinen zu Beginn des Liedtextes von Chad gadja (hebräisch חד גדיא), das traditionellerweise am Sederabend zum Abschluss der Haggada gesungen wird.
Die Sus- oder Susimmünzen als eine Bezeichnung für Geld werden in mehreren Abschnitten des Babylonischen Talmud erwähnt.
Münzwert
Ein Sus (Rebi Schelkel, Silberdenar) entsprach dem Gewicht von 80 Gerstenkörnern, also rund 4 Gramm.